# Bruchmühlbach-Miesau
Bruchmühlbach-Miesau – miejscowość i gmina w Niemczech, w kraju związkowym Nadrenia-Palatynat, w powiecie Kaiserslautern, siedziba gminy związkowej Bruchmühlbach-Miesau.